# Martín Muñoz de las Posadas
Martín Muñoz de las Posadas est une commune de la province de Ségovie dans la communauté autonome de Castille-et-León en Espagne.

## Sites et patrimoine
- Église Notre-Dame de l'Assomption (es)
- Palais du cardinal Diego de Espinosa (es)

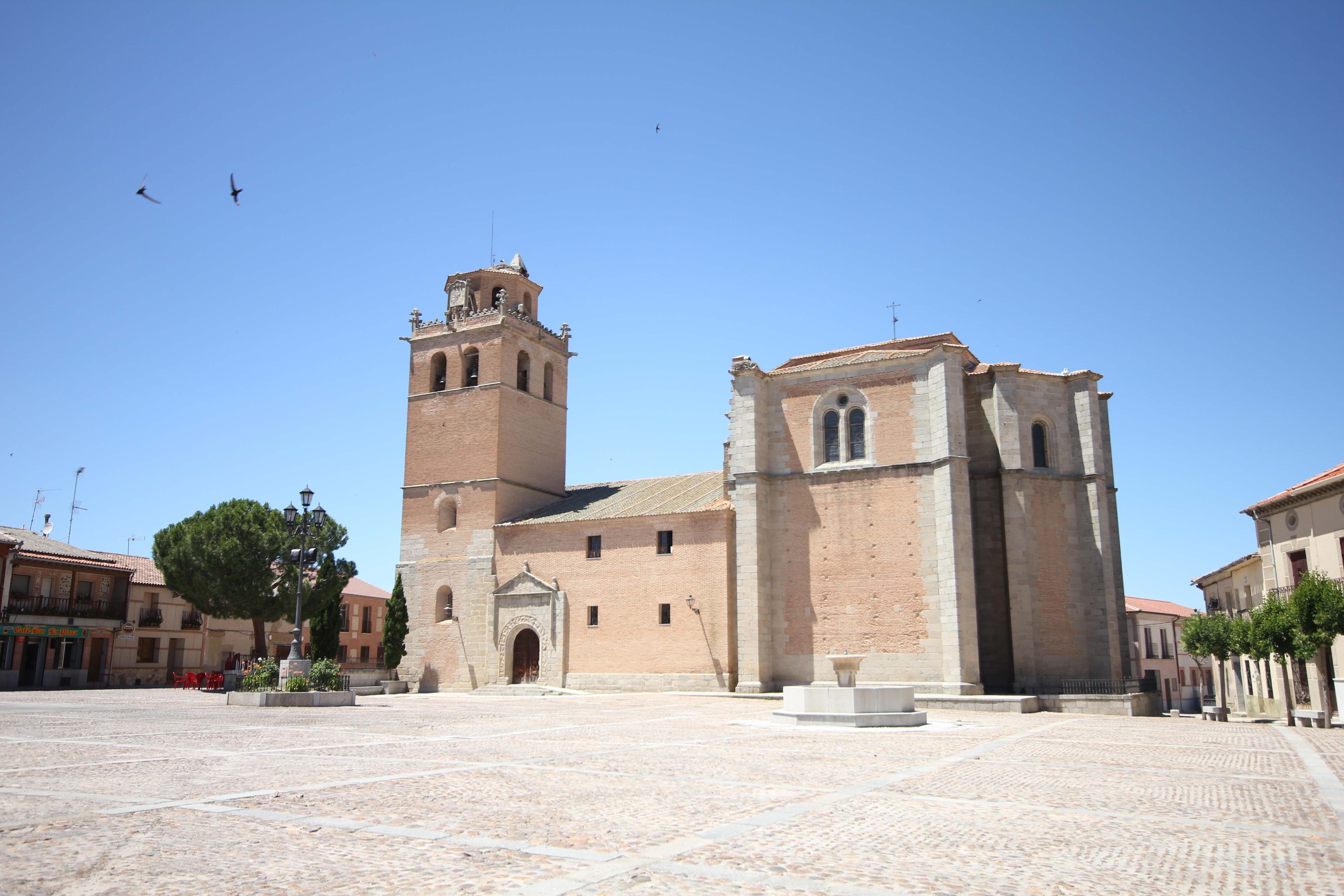
Église Notre-Dame de l'Assomption.
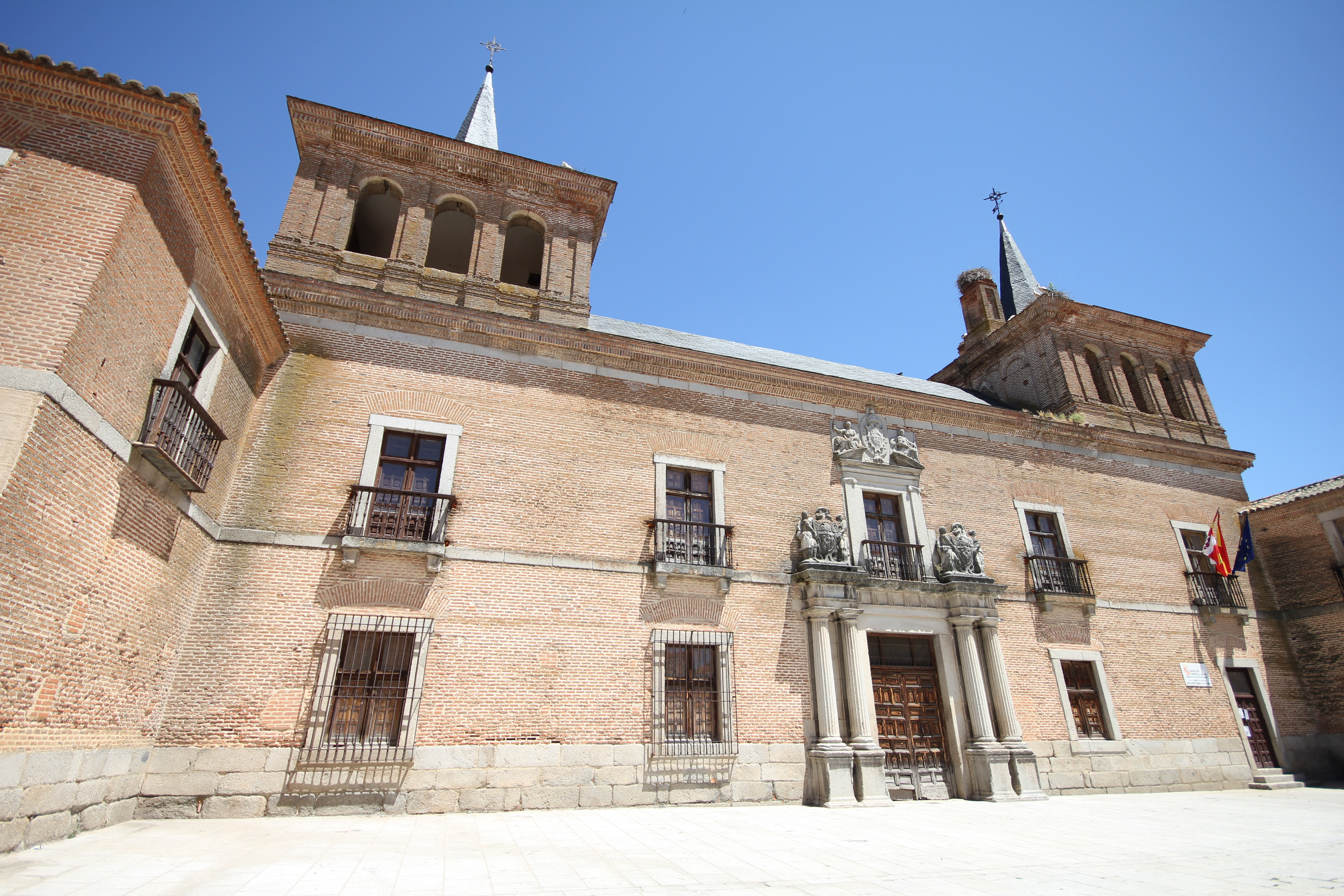
Palais du cardinal Diego de Espinosa.
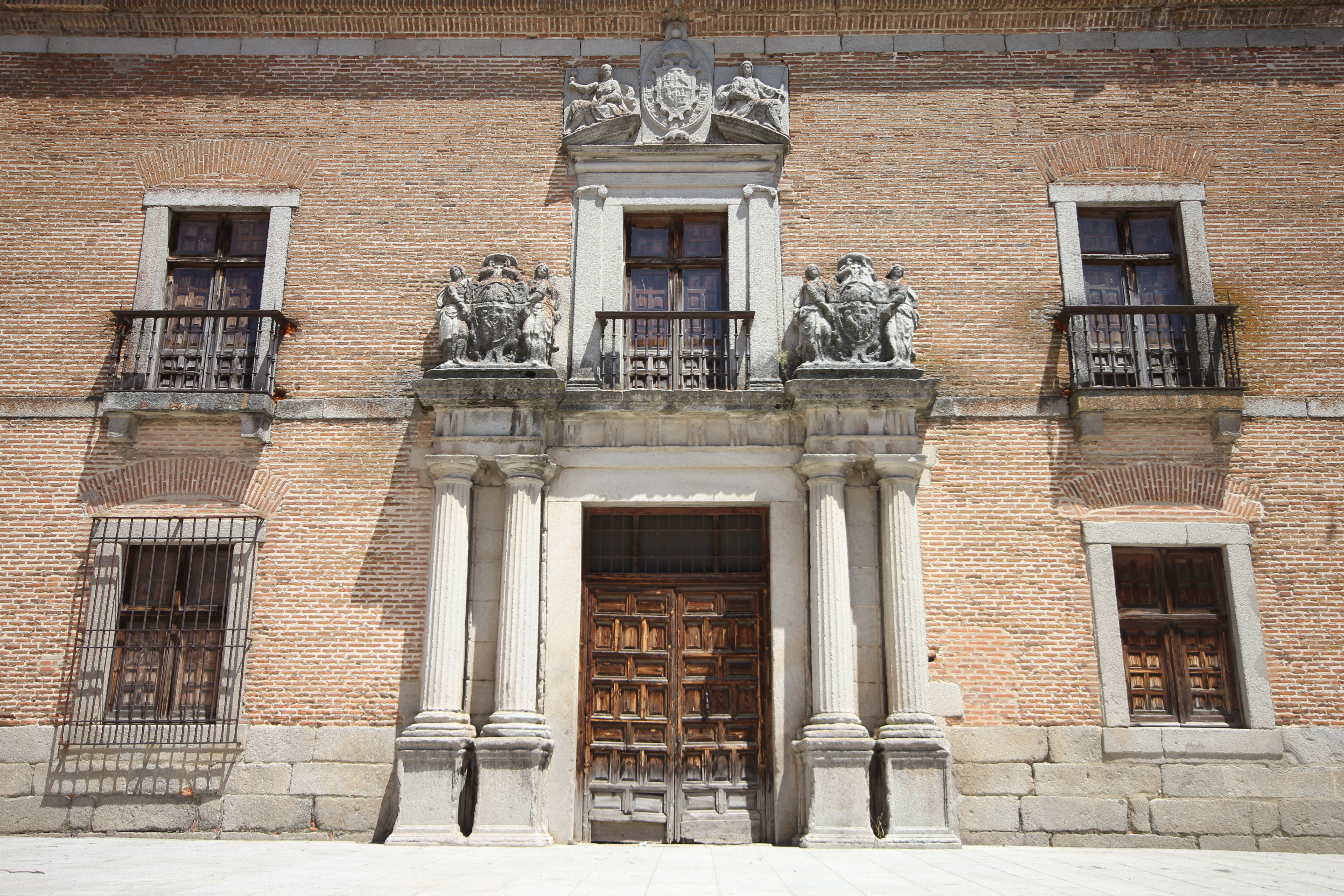
Palais du cardinal Diego de Espinosa.

## Personnalités liées à la ville
- Bartolomé Bravo, (1554-1607), jésuite et humaniste espagnol

### Liens externes

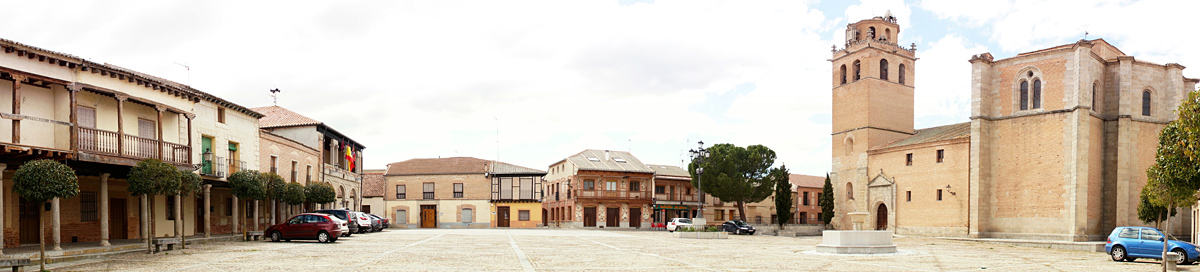
Vue de la place de Martín Muñoz de las Posadas.